# Glenea albosignatipennis
Glenea albosignatipennis é uma espécie de besouro da família Cerambycidae. Foi descrito por Stephan von Breuning em 1950.